# Federico Galiana
Federico Galiana (n. ca. 1946), es un cantante argentino, con registro de bajo, orientado principalmente a la música folklórica de América y negro spiritual, que integra el grupo vocal Opus Cuatro desde su creación.

## Trayectoria
Federico Galiana, en la década de 1960, integraba el Coro Universitario de La Plata, en su condición de estudiante de la Facultad de Derecho de la Universidad Nacional de La Plata de 1964 a 1974, donde se recibió de abogado. Allí estableció relación con Antonio Bugallo, quien lo convocó a integrar Opus Cuatro, junto a su hermano Lino Bugallo y Alberto Hassan, todos miembros del coro.
Opus Cuatro debutó el 10 de julio de 1968 y se convertiría en uno de los grupos vocales más importantes de América Latina, manteniéndose activo desde entonces sin interrupciones. Al comenzar 2023, habían realizado 8.000 actuaciones en 450 ciudades de 38 países de América, Europa y Asia, incluyendo 30 giras por Europa, más de 75 giras por países de América Latina y 9 por los Estados Unidos y Canadá, habiendo actuado también en Japón e Israel.
Galiana y Hassan se mantuvieron en el grupo, en tanto que Antonio Bugallo (segundo tenor) se retiraría hacia 1972, siendo reemplazado primero por Aníbal Bresco y luego por Rubén Verna (1978) y Marcelo Balsells que se integró en 1982, permaneciendo hasta 2012 cuando es reemplazado por Andrés Bugallo, sobrino de los fundadores retirándose en 2018 siendo reemplazado por Diego Namor. Por su parte en 1974 se retiraría también Lino Bugallo, ingresando en su lugar Hernando Irahola. Alberto Hassan dejó el grupo en junio de 2015 siendo reemplazado por el joven Simón Fahey hasta el presente.
En 2018, al cumplirse el 50° aniversario de la creación del grupo, Federico editó el libro  "Mis Vivencias con Opus Cuatro" que incluye relatos e historias de las cinco décadas que vivió recorriendo los más disímiles escenarios del mundo con su canto.
En la actualidad, y desde 2022, presenta todos los días jueves por la frecuencia de 96,7 F.M. de Radio Nacional Buenos Aires (www.radionacional.com.ar/nacional-clásica),  el programa "Poesías con Federico" dedicado a recrear los más bellos poemas de escritores de todo el mundo.

## Discografía

### Álbumes con Opus Cuatro
1. América, 1970
2. Con América en la sangre, 1971
3. Si somos americanos, 1973
4. Opus Cuatro-Op. 4 - Vol IV, 1976
5. Opus Cuatro-CBS, 1980
6. Militantes de la vida, 1984
7. Un nuevo tiempo, 1987
8. Por amor, 1992
9. Jazz, spirituals, musicals, 1993
10. Opus Cuatro canta con los coros argentinos, 1994
11. No dejes de cantar, 1996
12. Opus Cuatro canta con los coros argentinos, volumen II, 1997
13. Milagro de amor, 1998
14. Opus Cuatro, se vuelve a más, 1999 (edición para Europa)
15. Cantata al Gral. Don José de San Martín, 1999, dirección musical de Luis María Serra
16. Opus Cuatro. Europa en vivo, 2000
17. Opus Cuatro, tangos, valses y milongas, 2001
18. Los opus y los vientos, 2003, con el grupo Cuatro Vientos (Julio Martínez, Jorge Polanuer, Diego Maurizi, Leo Heras)
19. Spirituals, blues & jazz, 2005
20. Opus Cuatro canta con los coros argentinos, volumen III, 2007
21. Latinoamérica vive, 2007, Radio Nederland
22. Opus Cuatro. Cuarenta años de canto, 2008
23. " Opus Cuatro-Sinfónico", 2011
24. "Opus Cuatro - 50", 2018

### Para ver y oír
- En la sección "Sala de Audio" del Sitio Oficial de Opus Cuatro Archivado el 2 de abril de 2009 en Wayback Machine., es posible escuchar fragmentos de sus temas.
- "El tordo", por Opus Cuatro (1973). Video realizado y subido a YouTube por Lino Bugallo, con fotos del grupo.
- "Ol' Man River", negro spiritual por Opus Cuatro (1973). Video realizado y subido a YouTube por Lino Bugallo, con fotos del grupo.

- Datos: Q5857618